# Шам-Шахар
Шам-Шахар — раннесредневековый даргинский город на территории Дагестана.

## Местоположение
Город располагался в 18 км от Каспийского моря, недалеко от нынешнего с. Губден.

«Почти рядом с древним Шам-шахаром был расположен, видимо, и второй город. Границы его начинаются за обрывистыми скалами, через лощину, тянутся примерно на 700—800 м. Город этот целиком горный. К нему ведет только одна дорога, — следы ее хорошо можно увидеть и сейчас. Город был обращен в сторону моря и сильно укреплен. Хорошо сохранились здесь остатки крепостной стены».

## Описание
Профессор Р. Магомедов писал: «это одно из древних дагестанских поселений», оно было расположено в живописной местности. В центре, по всей видимости, была возвышенная часть города. По предположениям, здесь был и храм, — местные жители называют это место «Киласила как», в переводе в даргинского «Церковный, храмовый холм».
С трех сторон город был укреплён крепостными стенами, с четвертой — обрывистыми скалами. По мнению Магомедова, возможно и Шам-Шахар входил в число 29 — городов, перечисленных Птолемеем в этой местности.
По преданиям, жители исповедовали христианство. Христианство было армянского толка. У губденцев сохранилось предание, что Шам-шахар некогда был заселен «народом армянской веры». Магомедов отмечал, что говорится о христианском населении времен Кавказской Албании, в ее времена распространение христианства в Дагестане шло преимущественно через Армению. Также согласно преданиям, город был разрушен во время арабского нашествия Мерваном.

«Завоеватели не раз шли войной на эти города, но взять их они не могли. Лишь при арабском полководце Мерване эти крепости были взяты и сожжены».

## Этимология
Предположение Магомедова:

«Вполне возможно, название Шам-шахар и возникло как память о сожжении арабами города. Не горящий ли город Шам-шахар и не подтверждают ли это название толстые слои золы, уголь и обгоревшие куски дерева?».